# Предео изузетних одлика Камена Гора
Предео изузетних одлика Камена Гора је планина у југозопадној Србији. Налази се на простору општине Пријепоље. Део је Старовлашко-рашке висије динарске Србије. Заштиту државе ужива од 2014. године, са режимима другог и трећег степена заштите и њиме управља јавно предузеће „Србија шуме“. Значајан део простора је покривен шумама (око 60 процената), од чега су најзначајније шуме смрече.
Камена Гора је уоквирена границом према Црној Гори и клисуром Лима. Подземних облика крашких рељефа, пећина на територијии Камене Горе има 100, као и 32 крашка извора.
У засеоку Гувниште који се налази у склопу Камене Горе налазе се објекти који су вредни примери народног градиљества. У овом простору су и делимично очувани остаци манастирског комплекса Житин, објекта споменичког наслеђа.
Подручје Камене Горе има 473 биљне, 15 врста водоземаца и гмизаваца, 101 врста птица и 33 врста сисара.
Предео Камена Гора је стављен под заштиту да би се очувале геоморфолошке, хидрогеолошке и биолошке вредности планинског подручја које је аутентично по дубоким клисурама и мозаичном распореду шумских, ливадских и тресетних заједница које чине овај простор јединственим. Слив реке Грачанице са својом клисуром представља геоморфолошко - хидролошки природни феномен. Подручје је и станиште бројних ретких и угрожених биљних и животињскох врста које се налазе у категоријама заштићених и строго заштићених.
Заштићене биљне и животињске врсте у Каменој Гори обухватају и:
- Campanula secundiflora (једнострани звончић)
- Euphorbia Montenegrina (црногорска млечика)
- Dactylorhiza fistulosa (мајски каћун)
- F. peregrinus (сиви соко)
- D. martius (црна жуна)
- Crex crex (прдавац)
- P.trydactylus (тропрсти детлић)
- Ursus arctos (мрки медвед)
- Lutra lutra (видра)

## Подела заштићеног подручја
На подручју предела изузетних одлика Камена Гора утврђује се шест изолованих локалитета другог степена заштите:
- Боровњак - вегетацију чине претежно чисте борове шуме, где се налазе станишта многобројних животињских врста, односно станиште великог тетреба
- Метаљка - основну вредност чине старе шуме смрче са стаништима бројне терио-орнито и херпетофауне.
- Црни врх - вредно станиште врста флоре и фауне карактеристичних за комплексе европских четинарских и мешовитих четинарско-лишћарских шума
- Петња - велики број сталних и повремених извора по ободу формира мрежу сталних и повремених површинских токова који нестају у бројним понорима
- Крушево и клисура реке Грачанице - локалитет чине две, у великој мери различите предеоне целине повезане сличном геолошком грађом и типом вегетације, хидрологијом и орографијом. Клисура је природни рефугијум биљног и животињског света и предео изузетних природних вредности
- Данкова пусија - чине га масивне, кречњачке литице окренуте ка долини Лима. Доминантну вегетацију чине ретке шуме китњака, као и шибљаци црног граба са бројним реликтним и рефугијалним стаништима[5]